# Pirații din Caraibe
Pirații din Caraibe (titlu original: Pirates of the Caribbean) este o serie de filme de lung-metraj, care cuprinde următoarele filme:
- Pirații din Caraibe: Blestemul Perlei Negre (2003)
- Pirații din Caraibe: Cufărul omului mort (2006)
- Pirații din Caraibe: La capătul lumii (2007)
- Pirații din Caraibe: Pe ape și mai tulburi (2011)
- Pirații din Caraibe: Răzbunarea lui Salazar (2017)

## Distribuția rolurilor principale
| Personaj                  | Film                                | Film                    | Film                  | Film                     | Film                          |
| Personaj                  | The Curse of the Black Pearl (2003) | Dead Man's Chest (2006) | At World's End (2007) | On Stranger Tides (2011) | Dead Men Tell No Tales (2017) |
| ------------------------- | ----------------------------------- | ----------------------- | --------------------- | ------------------------ | ----------------------------- |
| Jack Sparrow              | Johnny Depp                         | Johnny Depp             | Johnny Depp           | Johnny Depp              | Johnny Depp                   |
| Hector Barbossa           | Geoffrey Rush                       | Geoffrey Rush           | Geoffrey Rush         | Geoffrey Rush            | Geoffrey Rush                 |
| Joshamee Gibbs            | Kevin McNally                       | Kevin McNally           | Kevin McNally         | Kevin McNally            | Kevin McNally                 |
| Will Turner               | Orlando Bloom                       | Orlando Bloom           | Orlando Bloom         |                          | Orlando Bloom                 |
| Elizabeth Swann           | Keira Knightley                     | Keira Knightley         | Keira Knightley       |                          |                               |
| James Norrington          | Jack Davenport                      | Jack Davenport          | Jack Davenport        |                          |                               |
| Weatherby Swann           | Jonathan Pryce                      | Jonathan Pryce          | Jonathan Pryce        |                          |                               |
| Pintel                    | Lee Arenberg                        | Lee Arenberg            | Lee Arenberg          |                          | TBA                           |
| Ragetti                   | Mackenzie Crook                     | Mackenzie Crook         | Mackenzie Crook       |                          | TBA                           |
| Anamaria                  | Zoe Saldana                         |                         |                       |                          |                               |
| Davy Jones                |                                     | Bill Nighy              | Bill Nighy            |                          |                               |
| Bootstrap Bill Turner     |                                     | Stellan Skarsgård       | Stellan Skarsgård     |                          | TBA                           |
| Cutler Beckett            |                                     | Tom Hollander           | Tom Hollander         |                          |                               |
| Tia Dalma                 |                                     | Naomie Harris           | Naomie Harris         |                          |                               |
| Sao Feng                  |                                     |                         | Chow Yun-fat          |                          |                               |
| Captain Teague            |                                     |                         | Keith Richards        | Keith Richards           |                               |
| Angelica                  |                                     |                         |                       | Penélope Cruz            |                               |
| Edward "Blackbeard" Teach |                                     |                         |                       | Ian McShane              |                               |
| Scrum                     |                                     |                         |                       | Stephen Graham           | Stephen Graham                |
| Captain Salazar           |                                     |                         |                       |                          | Javier Bardem                 |
| Henry                     |                                     |                         |                       |                          | Brenton Thwaites              |
| Carina Smyth              |                                     |                         |                       |                          | Kaya Scodelario               |